# Alberto Escobar Sambrano
Manuel Alberto Escobar Sambrano né le 23 octobre 1929 à Lima et mort le 30 mai 2000 à Framingham est un poète, critique littéraire, philologue et linguiste péruvien. Ses recherches en linguistique étudient la langue espagnole au Pérou et permettent une classification des langues indigènes, avec la mise au point d'un nouvel alphabet et la publication de grammaires et de dictionnaires. Ses travaux marquent durablement la discipline en apportant un éclairage nouveau sur le caractère multilinguistique et multiculturel au Pérou.

## Biographie
Alberto Escobar Sambrano est né à Lima le 23 octobre 1929. Il fait ses études au collège italiano-péruvien Antonio Raimondi à Lima puis continue ses études de lettres à l'université de San Marcos. Il réalise une spécialisation de philologie romaine à l'université de Florence qu'il poursuit à l'université de Madrid et qu'il conclut en 1959 à l'université de Munich par un doctorat.
Alberto Escobar Sambrano commence sa carrière d'enseignant en 1958 à l'université de San Marcos où il assure les cours de philologie romane, d'interprétation des textes littéraires ainsi de théorie et d'analyse linguistiques. Il en est un temps le doyen de la faculté des lettres et y est élu vice-recteur. Ses cours et ses recherches sont à l'origine de nombreuses vocations dans son domaine. Il est le fondateur de l'Institut d'études péruviennes et à l'origine d'un plan de promotion linguistique.  
Durant sa carrière, il est régulièrement invité à l'étranger, en France à l'université de Grenoble III, à l'université de Bergen en Norvège et dans plusieurs universités américaines. 
Il meurt à Framingham, aux États-Unis, où il vivait depuis une dizaine d'années, le 30 mai 2000.

## Travaux

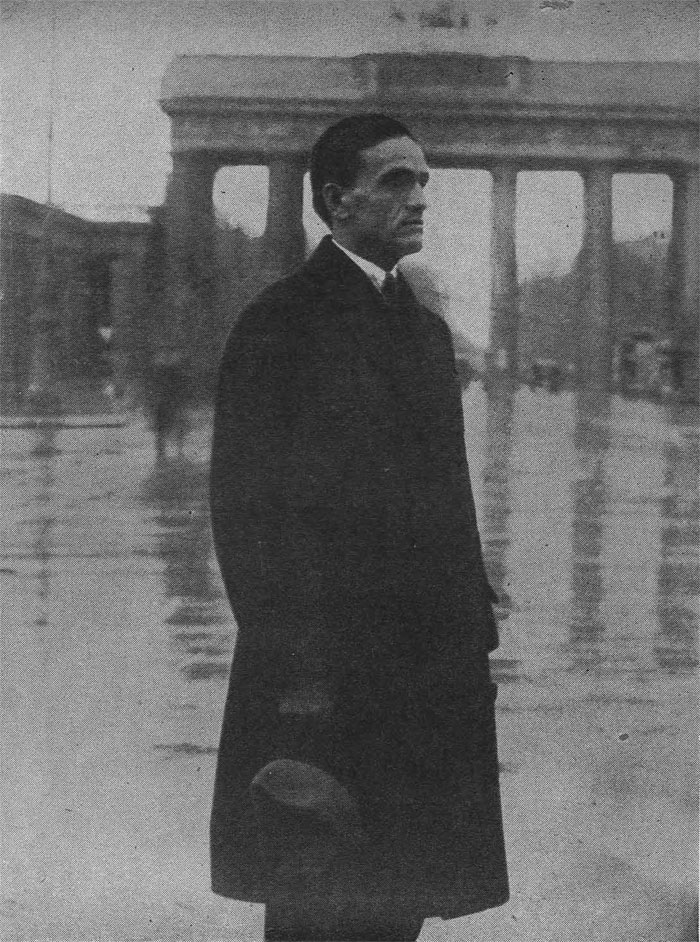
Le poète péruvien César Vallejo.

Les recherches d'Alberto Escobar Sambrano couvrent un large pan de la littérature, de la linguistique à la philologie en passant par la critique littéraire et la poésie.
Dans sa jeunesse, il compose de nombreux poèmes. Plus tard, il compile des anthologies de contes et de poèmes péruviens, comme une Anthologie de la poésie péruvienne en deux tomes dont il rédige pour certaines les prologues.
Alberto Escobar Sambrano mobilise dans ses recherches l'analyse stylistique et la sémiotique pour étudier des classiques péruviens, comme les œuvres d'Inca Garcilaso de la Vega, de Ciro Alegría, de César Vallejo ou de José María Arguedas, entre autres.
Il étudie tout d'abord l'espagnol péruvien avec une approche sociolinguistique, en s'appuyant sur les œuvres de Pedro Benvenutto Murrieta. Puis, alors que les recherches en linguistiques portaient sur les langues classiques, il s'efforce de montrer la diversité des langues au Pérou et la diversité culturelle qui en découle. Il décrit plusieurs langues et coordonne la préparation puis la publication de six grammaires et de six dictionnaires de quechua entre 1975 et 1976. Elle demande la mise au point d'un alphabet unifié qui devient officiel en 1987. Il compile les variantes de ce complexe linguistique (quechua de Cajamarca, quechua de Saint-Martin, quechua d'Áncash-Huailas, quechua d'Ayacucho-Chancas, quechua de Junín, quechua de Cuzco-Collao) alors réunis sous la mention de dialecte de Cuzco. Ce travail collaboratif permet de retracer l'histoire de la langue et des variations parfois oubliées.

## Hommages et distinctions
- Bourse Guggenheim en 1972[3] ;
- Docteur honoris causa de l'université Grenoble-III en 1980[4] ;
- Membre de l'Académie péruvienne de langue[1].

## Publications
- (es) Alberto Escobar, Cuentos peruanos contemporáneos [« Nouvelles péruviennes contemporaines »], 1958
- (es) Alberto Escobar, Lenguaje y discriminación social en América Latina [« Langue et discrimination sociale en Amérique latine »], Lima, Milla Batres, 1972
- (es) Alberto Escobar (dir.), El reto del mutilingüismo en el Perú [« Le défi du mutilinguisme au Pérou »], Lima, Instituto de Estudios Peruanos, 1972 (lire en ligne)
- (es) Alberto Escobar, Antología de la poesía peruana [« Anthologie de la poésie péruvienne »], Peisa, Biblioteca Peruana, 1973
- (es) Alberto Escobar, José Matos Mar et Giogio Alberti, Perú: ¿país bilingüe? [« Pérou : un pays bilingue ? »], Instituto de Estudios Peruanos, 1975 (lire en ligne)
- (es) Alberto Escobar, Variaciones sociolingüísticas del castellano en el Perú [« Variations sociolinguistiques de l'espagnol castillan au Pérou »], Lima, Instituto de Estudios Peruanos, 1978 (lire en ligne)
- (es) Alberto Escobar, Mural : Poésie complète, Lima, Universidad Nacional Mayor de San Marcos, 2000

### Chapitre dans une anthologie
(en) Ricardo Silva Santisteban, Antología general de la traducción en el Perú [« Anthologie générale de la traduction au Pérou »], vol. 6, 2016 (ISBN 978-612-4234-62-0)